# Rob Rensenbrink
Pieter Robert „Rob“ Rensenbrink (* 3. Juli 1947 in Amsterdam; † 24. Januar 2020 in Oostzaan) war ein niederländischer Fußballspieler.
Rensenbrink war einer der besten Linksaußen der 1970er Jahre. Er wurde bei der Weltmeisterschaft 1974 und bei der Weltmeisterschaft 1978 mit der niederländischen Nationalmannschaft jeweils Vizeweltmeister. Bei der Europameisterschaft 1976 wurde er mit den Niederlanden Dritter. Er erzielte in 49 Länderspielen insgesamt 14 Tore. Sein Spitzname war „het slangenmens“ (der Schlangenmensch).

## Verein
Rensenbrink wurde in Amsterdam geboren und begann seine fußballerische Laufbahn beim Amsterdamer Amateurclub DWS. Anschließend ging er 1969 als 22-Jähriger nach Belgien zum FC Brügge. Zwischen 1971 und 1980 spielte er für den RSC Anderlecht.
Mit dem RSC Anderlecht wurde er zweimal – 1976 und 1978 – Europapokalsieger, zweimal Meister und viermal Pokalsieger. 1977 stand man ebenfalls im Endspiel des Wettbewerbs. 1976 wurde er zu Belgiens Fußballer des Jahres gewählt. Im selben Jahr wurde er als erster Spieler der französischen Fachzeitschrift Onze Mondial mit dem Onze d’or (Europas Fußballer des Jahres) ausgezeichnet. Beim Ballon d’Or der französischen Fußball-Fachzeitschrift France Football belegte er 1976 den zweiten Platz und 1978 den dritten Platz. 1978 und 1979 erfolgte von Onze Mondial die Auszeichnung mit dem Onze de bronze als drittbester in Europa spielender Fußballspieler.

## Nationalmannschaft
Rensenbrink absolvierte 1968 sein erstes Länderspiel für die Elftal gegen Schottland. Allerdings kam er in den Folgejahren selten zum Einsatz, da Piet Keizer und der Superstar Johan Cruyff auf seiner Position spielten. Rinus Michels nahm ihn dennoch zur WM nach Deutschland mit.

### WM 1974
Die Niederlande dominierten mit ihrem Fußball total das Turnier in Deutschland. Rensenbrink hatte einen schweren Stand, da sich die Mannschaft im Wesentlichen aus Spielern von Ajax Amsterdam und Feyenoord Rotterdam zusammensetzte und er eine Art Außenseiter war. Er war auch mit dem Spielsystem nicht vertraut. Die Position in der linken Offensive war durch Johan Cruyff besetzt, so dass er hinter ihm im linken Mittelfeld spielte. Mit Ausnahme einer Partie stand Rensenbrink in jedem Spiel der WM auf dem Platz. In der zweiten Finalrunde erzielte er in der Begegnung mit der DDR das Tor zum 2:0-Endstand. Nach dem Spiel gegen Brasilien in der zweiten Finalrunde war Rensenbrink angeschlagen. Daher ging er angeschlagen in das Finale und musste in der Halbzeitpause durch René van de Kerkhof ersetzt werden. Das Spiel verloren die Niederlande gegen Deutschland mit 1:2.

### EM 1976
Die Niederlande qualifizierten sich für die Endrunde der EM 1976 in Jugoslawien. Rensenbrink hatte mit einem Treffer in der Qualifikation zum 3:1-Sieg gegen Italien beigetragen. Sein Team scheiterte im Halbfinale jedoch am späteren Sieger Tschechoslowakei in der Verlängerung. Das Spiel um den dritten Platz gewann man gegen Jugoslawien in der Verlängerung. Rensenbrink nahm an beiden Spielen als Stammspieler teil.

### WM 1978
1978 reiste die Elftal unter dem Trainer Ernst Happel zur WM nach Argentinien. Cruyff war zurückgetreten und Rensenbrink konnte nun auf dessen Position spielen. Gemeinsam mit Johnny Rep und René van de Kerkhof bildete er den niederländischen Angriff. Rensenbrink spielte ein starkes Turnier und traf gegen Iran in der Vorrunde dreimal. Gegen Schottland traf er einmal und schoss damit das 1000. Tor der WM-Geschichte. In der zweiten Finalrunde verwandelte er beim 5:1 gegen Österreich einen Elfmeter. Nach einem Unentschieden gegen Deutschland und einem 2:1-Sieg gegen Italien erreichten die Niederlande das Finale gegen Gastgeber Argentinien. Die Elftal hatte nach einem Tor der Argentinier nach 38 Minuten in der 81. Minute zum 1:1 ausgeglichen. In der Nachspielzeit ergab sich eine gute Torchance für Rensenbrink, als er aus spitzem Winkel frei vor dem argentinischen Torhüter den Pfosten traf. Rensenbrink hätte mit einem Tor sein Team nicht nur zum Weltmeister gemacht, sondern wäre mit sechs Treffern auch Torschützenkönig des Turniers geworden. In der Verlängerung schoss Mario Kempes das erste der beiden argentinischen Tore und wurde mit sechs Treffern auch Torschützenkönig des Turniers. Argentinien gewann 3:1.

### EM 1980
Mit einem Treffer in der Qualifikation zur EM 1980 gegen Island 1978 leistete Rensenbrink noch einen Beitrag zur erfolgreichen Qualifikation seines Landes für die Europameisterschaft 1980 in Italien, trat dann aber noch vor dem Turnier aus der Elftal zurück. Das Qualifikationsspiel gegen Polen am 2. Mai 1979 in Chorzów war sein letztes Länderspiel.

## Krankheit und Tod
Wie Ende Juli 2015 bekannt wurde, war Rensenbrink an Progressiver Muskelatrophie, einer Muskelkrankheit und Variante von ALS, erkrankt. Rensenbrink starb im Januar 2020 im Alter von 72 Jahren.

## Trivia
- Rensenbrink gehörte zur FIFA 100, einer von Pelé zum hundertjährigen Geburtstag der FIFA im Jahr 2004 herausgegebenen Liste mit den 125 besten zum Jubiläum noch lebenden Fußballspielern.
- Mit insgesamt 25 Treffern ist Rensenbrink Rekord-Torschütze in der Geschichte des Europapokals der Pokalsieger.

## Erfolge
FC Brügge
- Belgischer Pokal: 1969/70

RSC Anderlecht
- Europapokal der Pokalsieger: 1975/76, 1977/78
- UEFA Super Cup: 1976, 1978
- Belgische Meisterschaft: 1971/72, 1973/74
- Belgischer Pokal: 1971/72, 1972/73, 1974/75, 1975/76

Individuelle Auszeichnungen und Rekorde
- Onze d’or: 1976
- Belgiens Fußballer des Jahres: 1976
- Wahl ins All-Star-Team der Weltmeisterschaft: 1974 (Angriff), 1978 (Mittelfeld)
- Rekordtorschütze des Europapokals der Pokalsieger (25 Tore)
- Torschützenkönig des Europapokals der Pokalsieger: 1975/76 (8 Tore)
- Torschützenkönig der 1. Division: 1972/73 (16 Tore; zusammen mit Alfred Riedl)
- Torschützenkönig des Belgischen Pokals: 1971/72 (8 Tore; zusammen mit Jan Mulder)